# Atheta subterranea
Atheta subterranea är en skalbaggsart som först beskrevs av Étienne Mulsant och Claudius Rey 1853.  Atheta subterranea ingår i släktet Atheta, och familjen kortvingar. Arten är reproducerande i Sverige.